# 兼職
| ウィキペディアには「兼職」という見出しの百科事典記事はありません（タイトルに「兼職」を含むページの一覧/「兼職」で始まるページの一覧）。 代わりにウィクショナリーのページ「兼職」が役に立つかもしれません。 |